# Karl Jäger
Karl Jäger (Schaffhausen, 20 de septiembre de 1888 – Hohenasperg, 22 de junio de 1959) fue un oficial suizo de las SS, y comandante del Einsatzkommando 3 del Einsatzgruppen A durante la ocupación nazi de Lituania en la Segunda Guerra Mundial.

## Primeros años y carrera
Jäger nació en Schaffhausen, Suiza. De joven participó en Primera Guerra Mundial y fue galardonado con la Cruz de Hierro de 1.ª clase. Se unió al NSDAP en 1923 (número de miembro 359269) y a la Schutzstaffel (SS) en 1932 (número de miembro 62823.). Fue asignado a Ludwigsburg, luego en 1935 a Ravensburg, y a Münster en 1938, donde fue nombrado jefe de la oficina local de la Sicherheitsdienst (SD).

## Asesinatos masivos en Europa del este
Desde julio de 1941 hasta septiembre de 1943, Jäger fue asignado comandante del Einsatzkommando 3 en Kaunas, Lituania, siendo responsable del exterminio de los judíos de Lituania. Reasignado de nuevo a Alemania hacia el final de 1943, Jäger fue nombrado comandante de la SD en Reichenberg (actual Liberec) en los Sudetes.

## Escape, captura y suicidio
Jäger escapó de captura de los Aliados cuando finalizó la guerra. Asumió una identidad falsa, y se desempeñó como agricultor en una granja cerca de Heidelberg hasta que su informe fue descubierto en marzo de 1959, lo que permitió iniciar su búsqueda, localizarle y detenerlo en abril del mismo año. El 22 de junio de 1959 Jäger se suicidó ahorcándose en su celda en la prisión de Hohenasperg, mientras estaba en espera de un juicio por crímenes de guerra y crímenes contra la humanidad.

## El Informe Jäger
Siendo comandante del Einsatzkommando 3, los informes acerca de los asesinatos en masa fueron sometidos rutinariamente a sus superiores. Algunos de estos informes, sobrevivieron a la guerra y se conocen en la actualidad. Uno de estos documentos nazis que detallan el Holocausto, es el "Informe Jäger". El documento realizado por Jäger, ofrece una descripción detallada de las masacres nazis en Lituania. Este documento describe la operación del Einsatzkommando 3 efectuada durante cinco meses en Lituania e incluye una lista detallada que resume cada operación. En total, la suma de sus víctimas asciende a 137.346 personas en los estados bálticos. En él puede leerse una frase la cual detalla:

Puedo confirmar hoy que Einsatzkommando 3 ha alcanzado la meta de solucionar el problema judío en Lituania. No hay judíos en Lituania.

La única copia que sobrevivió la guerra se encuentra en Vilna, bajo poder de los Archivos Centrales lituanos.